# Mario Party 9
Mario Party 9 (マリオパーティ9, Mario Pāti Nain), és un joc per a la Wii. És el quinzè títol de la sèrie Mario Party, l'onzè en els títols principals i el segon per a la Wii. Va estar anunciat per primera vegada a l'E3 2011. És el primer joc de la sèrie que no ha estat desenvolupat per Hudson Soft, excepte en els jocs arcade que els desenvolupava Capcom.
Durant el final del 2011 i a principis del 2012, s'ha anat confirmant que el joc sortiria el 2012. El 2 de març de 2012 va sortir a Europa, el 8 de març a Austràlia, l'11 de març als EUA i el 26 d'abril al Japó, el 29 de juny de 2012 a Taiwan i a Hong Kong i l'11 d'abril de 2013 a Corea del Sud.

## Jugabilitat
Una nova forma de joc es va introduir en aquest joc, i es va retirar l'antic format vist en els anteriors vuit títols: els jugadors es mouen tots alhora a través del tauler en un vehicle (un cotxe en el Toad Road, una catifa màgica a la Boo's Horror Castle i les cames d'una màquina a la Bob-omb Factory). En lloc de tractar de recollir les monedes per comprar estrelles, els jugadors reben Mini-Estrelles si passen per ells.
Els nous tipus de minijocs estan introduir-se en la sèrie de Mario Party, un exemple és 2 vs 1 minijocs contra Bowser Jr. Els jugadors han de tractar d'evitar les Mini Estrelles Negatives, de deduir el seu import actual de les Mini-Estrelles. En aquest joc, els minijocs no apareixen després de cada quatre voltes, però només quan un jugador acaba en qualsevol dels espais que desencadena un minijoc.
A diferència d'anteriors jocs de Mario Party, on sovint només importava el guanyador, tots els minijocs estan classificats des del primer a l'últim lloc i, en general tots els jugadors reben Mini-Estrelles, encara que el jugador que guanya guanya la majoria.

### Personatges jugables

La pantalla de selecció de personatge amb tots desbloquejats

Hi ha 12 personatges jugables a Mario Party 9, inclosos els desbloquejables: Shy Guy i Kamek. Aquests dos últims es poden aconseguir amb Mario Party Points (Puntos MP).
- Mario
- Luigi
- Princesa Peach
- Princesa Daisy
- Toad
- Yoshi
- Wario
- Waluigi
- Birdo
- Koopa Troopa
- Shy Guy (desbloquejable)
- Kamek (desbloquejable)[8]

### Modes

Imatge d'una partida de quatre jugadors amb Wario (és el seu torn i per això es veu en la imatge que tira el dau), Yoshi, Peach i Mario en el taulell Toad Road.

- El Mode Festa (Party Mode): Quan una vegada més es torna als anteriors jocs de Mario Party, el Mode Festa consisteix que els jugadors són al tauler com els jocs anteriors, però això ha canviat a causa de les noves mecàniques de joc de Mario Party 9.
- El Mode Solo (Solo Mode): En el Story Mode (Mode de l'argument del joc), el Mode Sol implica que els jugadors viatgen a través dels sis taulers per derrotar a Bowser i salvar a les Mini-Estrelles.
- El Mode Minijocs (Minigame Mode): El Mode Minijocs té els modes següents:
  - Joc Lliure (Free Play): Els jugadors poden jugar a tots els minijocs.
  - Escala cap a l'èxit (Step It Up): Els jugadors han de guanyar minijocs per pujar per una escala, guanya qui arriba a dalt de tot.
  - Batalla de jardins: (Garden Battle) Els jugadors han d'aconseguir peces de trencaclosques per completar la seva jardí guanyant minijocs.
  - Triple elecció (Choice Challenge): Tots els jugadors trien 3 minijocs d'un gurpo de 5. Els minijocs són jugats i qui guanyi més punts guanya el joc.
  - Blocs rodants (High Rollers): Els jugadors han de guanyar minijocs per girar un dau per passar per un camí. El jugador que arriba a 500 punts guanya.
  - Descens contrarellotge (Time Attack): El jugador tracta de guanyar 10 minijocs els més ràpid que pugui.
  - El cau dels caps (Boss Rush): Els jugadors han de lluitar amb una sèrie de caps per guanyar.
- El Mode Extra (Extra Mode): El jugador pot jugar en diversos minijocs addicionals, com ara Goomba Bowling, Castle Clearout, o Shell Soccer.
  - També hi ha un mode anomenat Mode de Perspectiva (Perspective Mode), en la qual el jugador juga a través de diversos minijocs amb un angle de càmera diferent.
- El Museu (Museum): Els jugadors poden comprar les constel·lacions al Museu, i després veure'ls en el cel. El Museu és on els jugadors poden passar els Party Points (Punts Festa) en diverses coses, com constel·lacions de Mini-Estrelles, melodies, vehicles, modes de joc extra, o veure els crèdits. Quan tornen d'una constel·lació en el cel, els jugadors poden tornar a veure-la en el cel.

### Taulers
- Toad Road és la primera etapa de Mario Party 9 i, per tant, és una etapa senzilla, gairebé sense trucs. Està dissenyat després de New Super Mario Bros Wii, i compta amb exuberants prats, flors i molins de vent. Un pont trencat evita que els jugadors es moguin cap endavant, i si el mesurador d'energia no suma, els jugadors es reduirà a una via inferior amb espais Mini Ztar.
- Bob-omb Factory és la segona etapa de Mario Party 9. Els jugadors es mouen al voltant d'una sala plena de cintes transportadores, i si el capità aterra en un espai per a esdeveniments, les cintes transportadores es mouen al grup de jugadors de tot, incloent-hi els espais. Bob-ombs de tant en tant ficar-joc d'un jugador. Qualsevol que sigui el capità passa a detenir el compte enrere de Bob-omb, la meitat de la del capità Mini Estrelles es perden.
- Boo's Horror Castle és la tercera etapa de Mario Party 9. Els jugadors es mouen al llarg d'un gran castell, que està obsessionat amb Boos. Després d'un capità passa un Retrat Boo, una esbroncada sortirà d'ella. Si el capità és capturat per una esbroncada, ell o ella perdrà la meitat del seu mini estrelles. Boos seguiran els jugadors fins a la seva sortida del corredor actual, o entrar en una sala alternativa amb llums. Abans que els jugadors poden enfrontar-se al cap, el capità ha de treure un nombre més gran que el nombre especificat a la porta.
- Blooper Beach és la quarta etapa de Mario Party 9. Els jugadors viatgen al llarg d'un oceà per arribar a la meta final. Si un capità passa per un dofí, ell o ella rebrà Mini cinc estrelles. No obstant això, Sushis li traurà la meitat de la del capità mini estrelles. Crancs Huckit es convertiran tots els Mini estrelles en l'escenari en Mini Ztars si un capità aterra en un espai per a esdeveniments, i viceversa si aterren a ell de nou.
- Magma Mine és la cinquena etapa de Mario Party 9. Aquesta etapa es porta a terme en un volcà actiu, on els jugadors viatgen principalment cap amunt i fora de la reixeta de ventilació. Els jugadors han de sortir el magma que puja dues places de cada torn, i s'incrementa encara més si un capità aterra en un espai Magma. Si un capità passa a ser colpejat pel magma, que ell o ella va a perdre la meitat dels seus mini estrelles.
- Bowser Station (desbloquejat en el mode història) és la sisena etapa de Mario Party 9. Bowser Jr i Bowser són mitjans de cap i el cap de l'etapa, respectivament. A Machine Jackpot aquí s'incrementarà en Mini Estrelles si un capità aterra en un Jackpot + Espai. Si el premi més gran de la màquina passa a tenir 20 o més Mini Stars, un minijoc Jackpot començarà. Per estrany que sembli, aquesta etapa no té riscos reals.
- DK's Jungle Ruins (només en aconseguir 500 Mario Party Points) és la setena etapa de Mario Party 9, que es pot adquirir al Museu de 500 Party Points. En lloc de recollir Mini Estrelles, els jugadors recollir els plàtans mentre intentava evitar Z-Bananas. Els jugadors fan dues voltes al voltant de l'escenari abans de completar el conjunt. Plàtans i Bananas Z es col·loquen a cada espai en lloc d'entremig. Els Minijocs Fundador reals en aquesta etapa es realitzen en forma d'un minijuego de bonificació per recollir plàtans. Aquests jocs són compatibles amb Diddy Kong i Donkey Kong, respectivament.

## Argument
En una nit fora del Castell de la Princesa Peach, en Mario i els seus amics van a observar les Mini-Estrelles del cel amb un telescopi. Quan en Mario mira pel telescopi, s'adona que les estrelles de sobte comencen a deixar-se atrapar a través d'un vòrtex. Llavors es revela que Bowser Jr. i Bowser estan en una nau espacial, i que estan utilitzant una màquina semblant a una aspiradora, que aspira les estrelles del cel. En veure això, Mario i els seus amics es disposen a derrotar i a salvar a les Mini-Estrelles. Després d'iniciar el seu viatge, Shy Guy i Kamek es van veure obligats a sortir del bosc i començar a seguir les normes, com a part del pla d'en Bowser.

## Desenvolupament
Dos anys després del llançament de Mario Party 8, ja es començava a pensar que Hudson treballava en un nou títol de la sèrie. Però quan es va anunciar per primera vegada i oficialment va ser a l'E3 del 2011 (juny 2011), on Nintendo va mostrar imatges i un tràiler. Poc després Nintendo va dir que en el joc no treballava Hudson Soft, sinó per Nd Cube Co., Ltd.
Després de quasi mig any sense saber cap novetat, al desembre de 2011 es revela el nou logotip i una possible caràtula que ara ja està confirmada (diferent a la final).

Poc després (al gener 2012), s'anuncien més imatges sobre el videojoc, la caràtula i un nou tràiler. Al febrer del mateix any també s'anuncia un nou tràiler i més imatges. Mario Party 9 va sortir finalment el 2012 (el 2 de març a Europa, el 8 a Austràlia, l'11 a EUA i el 26 d'abril al Japó). El 29 de juny de 2012 va sortir a Hong Kong i a la ROC i l'11 d'abril de 2013 a Corea del Sud.

## Recepció
Mario Party 9 ha rebut crítiques positives. Compta amb una puntuació de 73 per Metacritic obtinguda de 34 comentaris i una puntuació total de 74,47% en GameRankings, a partir de 20 crítiques.
La revista alemanya N-Zone puntua Mario Party 9 un 75% pel mode d'un jugador i un 85% pel mode multijugador. La Official Nintendo Magazine (ONM) ha sigut el primer mitjà a puntuar el joc; l'han puntuat amb un 86/100%, ja que a Mario Party 8 la ONM va puntuar el joc amb un 69/100%.
Nintendo Power puntua el joc amb un 8/10, explicant que "la majoria de les 78 activitats del joc són divertides", en comentar que "alguns poden sentir desanimats pels canvis radicals del joc". NintendoLife va puntuar el joc amb una puntuació de 8/10.
IGN va puntuar el joc amb un 7.0, al rank de "bé", lloant la seva millora gràfica i el seu estil de control. Igual que jocs anteriors de Mario Party, IGN va criticar fortament el factor de la sort basada en el joc. UGO Entertainment va donar al joc una A-, criticant la jugabilitat per a un sol jugador, però lloant la seva manera multijugador i la millora dels títols anteriors.
MyNintendoNews va donar al joc un 8.5/10, criticant que el joc no tingués mode online, però va declarar que el joc és "immensament entretingut" i una millora total dels anteriors jocs de Mario Party. GamesRadar puntua el joc amb una puntuació de 8/10, criticant de Mario Party 9 per ser equilibrat, però alhora dient la previsibilitat dels taulers. NintendoLife va donar al joc una puntuació de 8/10.
En el punt positiu, Gamespot ha guardonat el joc amb un 6/10, però també indica que el joc és massa "previsible".
Va ser el vuitantè videojoc més venut al Japó en el primer semestre de l'any amb 49.524 / 671.790 unitats venudes.